# Pascoal Mocumbi
Pascoal Mocumbi (* 10. April 1941; † 25. März 2023) war ein mosambikanischer Arzt und Politiker.
Mocumbi war zwischen 1987 und 1994 Gesundheitsminister und Minister für Außenhandel in Mosambik und von 1994 bis 2004 Premierminister des Landes. Er verließ diese Position – Nachfolgerin wurde Luísa Diogo –, um für das Amt des Generaldirektors der Weltgesundheitsorganisation zu kandidieren, wurde aber nicht gewählt.
Zuletzt war Pascoal Mocumbi Direktor der European and Developing Countries Clinical Trials Partnership (EDCTP), der Partnerschaft Europas und der Entwicklungsländer für klinische Versuche.

## Einzelnachweis
1. ↑  Thiago Melo: Morreu ex-primeiro-ministro de Moçambique Pascoal Mocumbi. In: dw.com. 25. März 2023, abgerufen am 25. März 2023 (portugiesisch).

| Personendaten    | Personendaten                            |
| ---------------- | ---------------------------------------- |
| NAME             | Mocumbi, Pascoal                         |
| KURZBESCHREIBUNG | mosambikanischer Mediziner und Politiker |
| GEBURTSDATUM     | 10. April 1941                           |
| STERBEDATUM      | 25. März 2023                            |